# 格吕瑟奈姆
格吕瑟奈姆（法語：Grussenheim，法語發音：[ɡʁysənaim] ⓘ）是法国上莱茵省的一个市镇，属于科尔马-里博维莱区。

## 地理
格吕瑟奈姆（48°8'47"N, 7°29'15"E）面积7.53 平方千米，位于法国大東部大區上莱茵省，该省份为法国东部内陆省份，是阿尔萨斯的一部分，今与下莱茵省组成了阿尔萨斯欧洲集体，其北临下莱茵省，西接孚日省，西南接贝尔福地区省，东侧沿莱茵河与德国相望，南与瑞士接壤。
与格吕瑟奈姆接壤的市镇（或旧市镇、城区）包括：热布赛姆、科尔马、伊勒伊瑟恩、埃尔瑟奈姆、马科尔赛姆。
格吕瑟奈姆的时区为UTC+01:00、UTC+02:00（夏令时）。

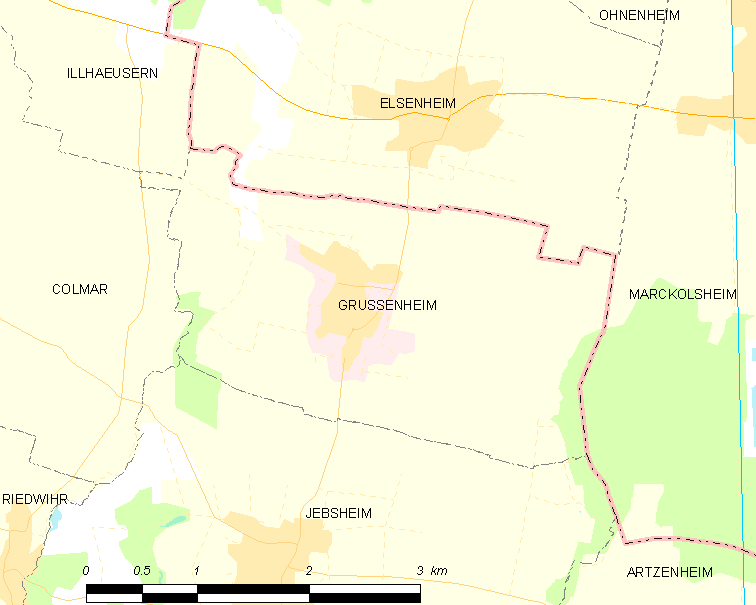
格吕瑟奈姆的OSM定位图

## 行政
格吕瑟奈姆的邮政编码为68320，INSEE市镇编码为68110。

## 政治
格吕瑟奈姆所属的省级选区为科尔马第二县。

## 人口

1962-2008年间格吕瑟奈姆人口变化图示

格吕瑟奈姆于2022年1月1日时的人口数量为795人。